# Kinepolis Emmen
Kinepolis Emmen, voorheen bekend als Utopolis Emmen, is een bioscoop gevestigd in Emmen.

## Geschiedenis
Voordat Kinepolis Emmen werd gerealiseerd, was er in Emmen de Euro Bioscoop, die kort voor de opening van Utopolis zijn deuren sloot. De bouw van Utopolis Emmen begon op in april 2005, na een zeven jaar durend proces van vergunningen en het oplossen van bezwaren over het provinciaal omgevingsplan. De bouwkosten bedroegen acht miljoen euro, een miljoen meer dan oorspronkelijk begroot in 1998, door onder andere stijgende staalprijzen. Het project omvatte zeven zalen met een totale capaciteit van 1300 stoelen.
Utopolis Emmen werd geëxploiteerd door de Utopia Group, die in 2015 in zijn geheel werd overgenomen door Kinepolis. In 2017 werd de naam gewijzigd in Kinepolis, en onderging de bioscoop een gevelrenovatie waarbij het pand opnieuw wit werd geschilderd en de naam ‘Utopolis’ werd verwijderd. In 2018 volgde een modernisering van het interieur, met nieuwe stoelen en de installatie van automatische ticketmachines.

## Ontwerp
Het bioscoopgebouw is ontworpen door DP6 architectuurstudio onder leiding van architect Robert Alewijnse. Het ontwerp positioneert de bioscoop als een markante toegangspoort tot het centrum van Emmen, gezien vanaf de N381/N34. Het gebouw heeft een strak wit uiterlijk, met wisselende kleurenprojecties die een filmisch effect creëren.
De bioscoop telt zeven zalen met in totaal 1250 zitplaatsen. De zalen zijn ruim en steil ontworpen, zodat bezoekers een optimaal zicht hebben op het scherm. De filmzalen bevinden zich in een compact volume, waar geen daglicht nodig is, terwijl de entreeruimte, horeca en foyers in de open onderruimte liggen. Deze ruimtes benutten de hoogteverschillen in het terrein om een dynamische bezoekerservaring te creëren.

## Filmhuis Emmen
Filmhuis Emmen verzorgt in Kinepolis Emmen filmvoorstellingen die buiten het reguliere commerciële aanbod vallen. Deze programmering vindt doorgaans plaats op vaste dagen en biedt een selectie van arthousefilms en documentaires.